# Хомутинино (Челябинская область)
Хомутинино — село в Увельском районе Челябинской области. Село расположено в 8 км от автодороги линии Челябинск — Троицк.

## История
Село образовано братьями Хомутиниными в 1750 году, когда был заложен дом для старшего брата Ивана. В 1888 году построили церковь, а при ней церковно — приходской класс. В конце XIX — начале XX веков начинают осознавать целебность озёр, близ которых расположена деревня, и устраивают на них частные купальни и курорты. В 1913 году в деревне была построена первая сельская школа с двумя классами.
В 1930 году образовался колхоз, в который вошли 49 крестьянских хозяйств. В 1949 году в селе открылась сельская библиотека.

## Население
| 2002 | 2010  |
| ---- | ----- |
| 1509 | ↗1520 |

## Инфраструктура
В 1955 году произвели электрификацию села. В 1961 году было организовано хомутининское лесничество. В 1962 году построили восьмилетнюю школу, которая в 1973 году реорганизована в среднюю школу, а 1975 году открылся новый детский сад.
В 1977 году образовался пансионат «Лесное озеро». В 1990 году — санаторий «Урал».

## Выдающиеся уроженцы
- Александр Иванович Блохин, выдающийся строитель и тракторист, кавалер ордена Ленина.